# Тома Захов
Тома Захов е български просветен деец и революционер, деец на Вътрешната македонска революционна организация.

## Биография
Захов е роден в град Дойран, тогава в Османската империя, днес в Северна Македония. Работи като учител в основно училище в Битоля. През юли 1913 година новата сръбска власт в Битоля се опитва да принуди местните учители да подпишат декларация, че са сърби. Захов заедно с всички други отказва и на 26 юли 1913 година е екстерниран в България.
След Първата световна война Захов участва в дейността на възстановената ВМРО. В 1924 година е делегат от Дойранска околия на Солунския конгрес на ВМРО.